# Mallada metastigma
Mallada metastigma är en insektsart som först beskrevs av Tillyard 1917.  Mallada metastigma ingår i släktet Mallada och familjen guldögonsländor. Inga underarter finns listade i Catalogue of Life.